# Galindo II Aznárez
Galindo II Aznárez  (? - 922) was graaf van Aragón van 893 tot aan zijn dood in 922. Hij was de zoon en opvolger van graaf Aznar II Galíndez. 
Galindo was tweemaal gehuwd. Een eerste huwelijk was met Acibella, de dochter van de graaf van Gascogne, García Sánchez. Uit dit huwelijk kreeg hij twee zonen, Redemtus en Miro. Zijn dochter uit dit huwelijk, Toda, werd uitgehuwelijkt aan graaf Bernhard Unifred van Ribagorza, in 916. Als bruidsschat kreeg zij Sobrarbe. Zijn tweede huwelijk was met Sancha, dochter van García Jiménez, weduwe van Iñigo, de zoon van de koning van Pamplona, en de zus van Sancho van Pamplona. Uit dit huwelijk kreeg hij twee dochters, Andregoto, gehuwd met García Sánchez, de zoon van Sancho van Pamplona; en Belasquita. Deze diplomatieke huwelijken versterkten de positie van Galindo.
De zus van Galindo was gehuwd met Muḥammad aṭ-Ṭawīl, de wālī van Huesca, die hij steunde in zijn strijd tegen zijn andere schoonbroer, Sancho van Pamplona. Deze coalitie eindigde echter in een nederlaag in 911, waarna Galindo de vazal werd van Sancho.
Na de voortijdige dood van de zonen van Galindo, kwam het graafschap toe aan het koninkrijk Pamplona, waardoor de graaf de suzereiniteit van de koningen van Pamplona moest erkennen.